# Snellův zákon
Snellův zákon patří k základním zákonům popisujícím šíření vlnění, které přechází (tzv. lomem) přes rozhraní z jednoho prostředí do jiného prostředí, kde se skokově mění optické vlastnosti prostředí. Např. voda – vzduch, sklo – vzduch.
Je důležitou součástí geometrické optiky, kde popisuje lom paprsku světla a obecněji elektromagnetického záření na rovinném rozhraní.
Zákon v 10. století objevil arabský matematik Ibn Sahl. Nese jméno jeho znovuobjevitele, nizozemského matematika Willebrorda Snellia.
Zjednodušenou formulací, dobře odpovídající realitě, je populární rčení "Hůl do vody ponořená, zdá se býti zalomená".

## Formulace zákona

Snellův zákon

Uvažujme dvě různá prostředí, jejichž rozhraní je rovinné. Jsou-li indexy lomu těchto dvou prostředí n1 resp. n2 a označíme-li úhly dopadajícího resp. lomeného svazku α1 resp. α2 (měřeno ke kolmici rozhraní), pak podle Snellova zákona platí
{\displaystyle n_{1}\sin \alpha _{1}=n_{2}\sin \alpha _{2}},
nebo také v jiném tvaru (v1 a v2 jsou rychlosti šíření vlnění v daném prostředí)
{\displaystyle {\frac {\sin \alpha _{1}}{\sin \alpha _{2}}}={\frac {v_{1}}{v_{2}}}={\frac {n_{2}}{n_{1}}}}.
Úhly se vždy měří od normály, tj. při kolmém dopadu je {\displaystyle \alpha _{1}=\alpha _{2}=0}. Paprsky se šíří vždy přímočaře.

### Odvození

Lom rovinného vlnění na rovinné ploše.

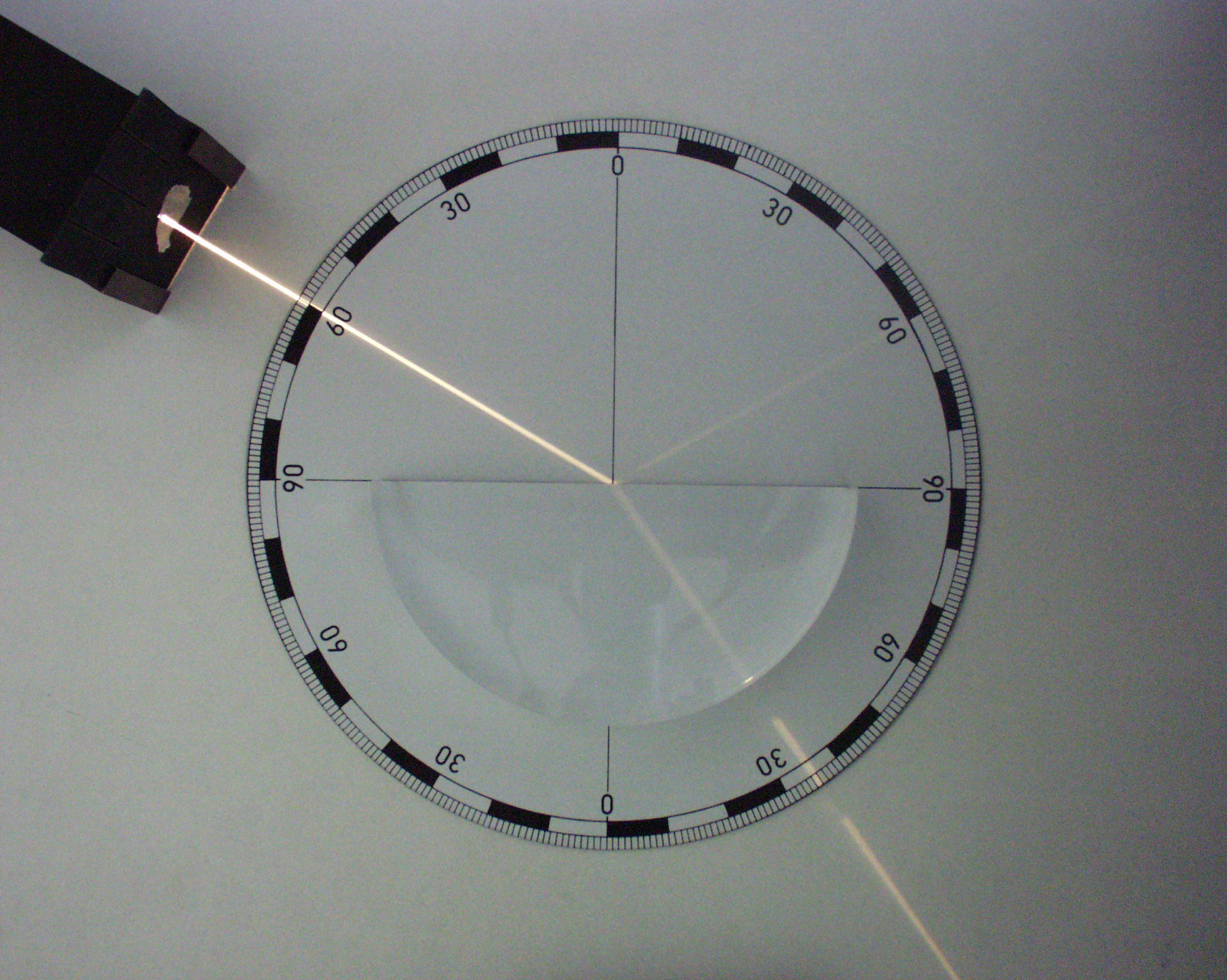
Lom světla.

Odvození Snellova zákona lze provést pomocí dopadu rovinné vlny na rovinné rozhraní dvou prostředí.
V místě dopadajícího paprsku vlnění vztyčíme kolmici, tzv. kolmici dopadu (obecně jde o normálu k ploše rozhraní). Úhel mezi kolmicí dopadu a dopadajícím paprskem se nazývá úhel dopadu. Rovina, která je určena kolmicí dopadu a paprskem dopadajícího vlnění, se nazývá rovina dopadu.
Z obrázku je vidět, že vlnění, které dopadá z prostředí 1 na rozhraní s prostředím 2 pod úhlem dopadu {\displaystyle \alpha _{1}}, dospěje nejdříve do bodu {\displaystyle A} a postupně do dalších bodů až po bod {\displaystyle C}. Tyto body se podle Huygensova principu stávají zdroji elementárních vlnění, které se šíří do prostředí 2. Dochází k lomu vlnění. Vlnění, které se v prostředí 1 šířilo fázovou rychlostí {\displaystyle v_{1}}, se bude v prostředí 2 šířit fázovou rychlostí {\displaystyle v_{2}}, která je obecně různá od rychlosti {\displaystyle v_{1}} a závisí na vlastnostech prostředí, v němž se vlnění šíří. Čelo dopadající rovinné vlny (tedy vlnoplocha) je představováno úsečkou {\displaystyle AB}, čelo lomené vlny je představováno úsečkou {\displaystyle CD}. Pro poměr sinů úhlu dopadu {\displaystyle \alpha _{1}} a lomu {\displaystyle \alpha _{2}} platí podle obrázku vztah
{\displaystyle {\frac {\sin \alpha _{1}}{\sin \alpha _{2}}}={\frac {\frac {|BC|}{|AC|}}{\frac {|AD|}{|AC|}}}={\frac {|BC|}{|AD|}}={\frac {v_{1}t}{v_{2}t}}={\frac {v_{1}}{v_{2}}}={\frac {n_{2}}{n_{1}}}=n_{21}},
kde {\displaystyle |...|} označuje délku úsečky, {\displaystyle v_{1}} a {\displaystyle v_{2}} jsou fázové rychlosti vlnění v prostředí 1 a 2, {\displaystyle v_{1}t} je vzdálenost, kterou vlnění urazí v prostředí 1 za čas {\displaystyle t} a {\displaystyle v_{2}t} je vzdálenost, kterou vlnění urazí za čas {\displaystyle t} v prostředí 2, {\displaystyle n_{1}} a {\displaystyle n_{2}} jsou absolutní indexy lomu v prostředí 1 a 2 a {\displaystyle n_{21}} je relativní index lomu.
Úhel {\displaystyle \alpha _{2}} se nazývá úhel lomu. Rovina určená kolmicí dopadu a lomeným paprskem se nazývá rovina lomu. Podle Huygensova principu splývá rovina lomu s rovinou dopadu.
Slovně lze Snellův zákon formulovat takto:
Poměr sinů úhlu dopadu a lomu je pro určitá dvě prostředí stálý a rovný poměru velikosti rychlosti vlnění v jednotlivých prostředích.
Snellův zákon platí nejen pro rovinné vlnění, ale v obecném případě pro libovolné vlnění dopadající na rozhraní libovolného tvaru.

## Důsledky
Ze Snellova zákona plyne, vyjádřeno slovy, že:
- Při šíření záření z prostředí opticky řidšího do opticky hustšího prostředí se paprsky lámou směrem ke kolmici (tzv. lom ke kolmici).
- Při šíření záření z prostředí opticky hustšího do opticky řidšího prostředí se paprsky lámou směrem od kolmice (tzv. lom od kolmice).

Opticky hustším, resp. řidším prostředím je míněno prostředí s vyšším, resp. nižším indexem lomu.
- Pokud fázová rychlost závisí na frekvenci vlnění (viz disperze (vlnění)), pak pro složené vlnění dochází při lomu k závislosti úhlu lomu na frekvenci. To se projevuje např. v optice rozkladem světla na jednotlivé barevné složky (v přírodě se tento jev projevuje např. vznikem duhy).

### Totální odraz
Šíří-li se paprsky z opticky hustšího prostředí (tedy v případě lomu od kolmice) může nastat, že úhel lomu je roven pravému úhlu, tzn. {\displaystyle \alpha _{2}={\frac {\pi }{2}}}. V takovém případě je {\displaystyle \sin \alpha _{2}=1}, a zákon lomu má tvar
{\displaystyle \sin \alpha _{\rm {m}}=\sin \alpha _{1}={\frac {v_{1}}{v_{2}}}},
kde {\displaystyle \alpha _{\rm {m}}} označuje tzv. mezní úhel. Mezní úhel je největší úhel dopadu, při kterém ještě nastává lom vlnění. Je-li úhel dopadu větší než mezní úhel, tzn. {\displaystyle \alpha _{1}>\alpha _{\rm {m}}}, dochází k tzv. totálnímu (úplnému) odrazu, při kterém se vlnění do druhého prostředí vůbec nedostane a odráží se zpět do prostředí původního.
Hodnotu mezního úhlu lze určit ze vztahu
{\displaystyle \alpha _{\rm {m}}=\arcsin \left({\frac {n_{2}}{n_{1}}}\right)}